# 掖邪狗
掖邪狗（えきやく、生没年不詳）とは、3世紀中ごろ日本（倭）の弥生時代において実在したとされる人物及び官吏である。

## 概説
邪馬台国の大夫であり、正始4年(西暦243年)、卑弥呼の使者として魏（中国）に派遣され、率善中郎将の印綬を受ける。卑弥呼死後の、壹與（壱与、いよ、台与、とよ)政権下においても、帰国する魏の使者を送るため派遣された。